# 長谷川宗治

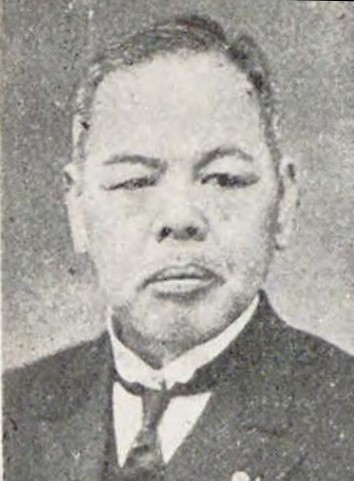
長谷川宗治

長谷川 宗治（はせがわ そうじ / むねはる、1856年10月19日（安政3年9月21日）- 1936年（昭和11年）11月21日）は、日本の実業家、政治家。衆議院議員、埼玉県大里郡御正村長。旧姓・多田。

## 経歴
武蔵国大里郡原島村（のち埼玉県大里郡大幡村、現:熊谷市）で、多田貞助の長男として生まれ、大里郡三ッ本村（のち御正村、現:熊谷市）の長谷川貴重の養子となる。普通学を修めた。熊谷商業銀行取締役を務めた。
三ッ本村戸長、御正村会議員、同助役、同村長を歴任。1894年から埼玉県会議員に25年間在任し、この間、同参事会員、同議長（2回）を務めた。1920年5月、第14回衆議院議員総選挙で埼玉県第三区から立憲政友会所属で出馬して当選し、衆議院議員を一期務めた。
また、大里治水会、荒川治水会、埼玉治水会、東京埼玉連合治水会などの常任幹事を務め、治水対策の推進に尽力した。